# Makiivske, Lîpova Dolîna
Makiivske (în ucraineană Макіївське) este un sat în comuna Iasnopilșciîna din raionul Lîpova Dolîna, regiunea Sumî, Ucraina.

## Demografie
Componența lingvistică a localității Makiivske
     Ucraineană (100%)
Conform recensământului din 2001, toată populația localității Makiivske era vorbitoare de ucraineană (100%).